# Jelaba

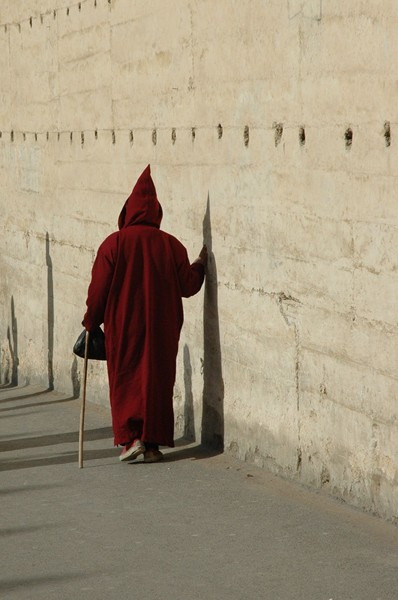
Uma djellaba em Fez, Marrocos

A jelaba (em árabe: جلابة) ou djellaba, jellabah, galabiya, jellāb, jellabia é uma peça de roupa tradicional usada tanto por homens como por mulheres, que é basicamente uma espécie de robe largo e com mangas compridas, usado principalmente na região magrebina do Norte de África e nos países árabes do Mediterrâneo.
O termo é por vezes usado como sinónimo de jilbaab ou jilbab, os robes largos usados por mulheres muçulmanas um pouco por todo o mundo, que por sua vez se confunde muitas vezes com o termo hijab, o conjunto de vestimentos preconizados pela doutrina islâmica.
Tradicionalmente as djellabas são fabricadas em lã e podem ser de diferentes formas e cores, embora atualmente seja comum o uso de tecidos leves, nomeadamente algodão, em vez de lã. Entre os berberes (Imazighen), como em Imilchil, nas montanhas do Atlas, a cor da djellaba indica o estado civil (solteiro ou casado) de quem a veste, sendo o  castanho escuro usado pelos celibatários. As djellabas tradicionais chegam até aos pés, mas as feitas em tecidos leves podem ser um pouco mais curtas e também menos largas. Os homens vestem usualmente djellabas de corres claras, por vezes com um fez vermelho na cabeça e chinelos de pele macia amarelos (balgha; árabe: بلغه.; também chamadas babouche ["babuxe"]) para as cerimónias religiosas e casamentos.
Quase todas as djellabas incluem um capucho largo chamado qob (قب), com uma ponta bicuda. Este é muito útil para ambos os sexos, pois protege do sol e antigamente também da areia trazido pelos ventos fortes do deserto. O capucho serve também para proteger do frio, da chuva e da neve, nomeadamente nas montanhas de Marrocos e da Argélia. Também não é raro que uma capucho espaçoso seja usado como bolsa para levar, por exemplo, mercearias.